# Moncada
Moncada (cooficialmente en valenciano: Montcada) es un municipio y localidad de la Comunidad Valenciana, España. Pertenece a la provincia de Valencia, en la comarca de la Huerta Norte.

## Toponimia
En los escritos oficiales en latín se empleaba Monscatanus, de mons ("monte"). Oficialmente el nombre de la ciudad es Montcada/Moncada (Moncada es una ciudad gracias a su número de habitantes). El topónimo en valenciano es Montcada según la AVL, ya que el origen del nombre aparece ligado desde el siglo XIII al linaje de la Casa de Moncada, si bien, la supresión de la grafía -t- se consolida a partir del siglo XV, donde previamente, la mención a Moncada ya era utilizada como única forma tradicional en los documentos antiguos que se conocen referidos a la Real Acequia del municipio, proviniendo esta denominación de la pronunciación vulgar simplificada que omite la letra "t". Por otra parte, organismos oficiales en materia lingüística como la Academia Valenciana de la Lengua siempre emplean la variante de Montcada para referirse al nombre en valenciano del municipio.

## Geografía
El relieve del término municipal está formado por una llanura cuaternaria sobre la que se elevan suavemente en las partes norte y oeste del término algunas lomas terciarias, prolongación de la Sierra Calderona, y que alcanzan su máxima altura en el Tos Pelat (92 m s. n. m.), cerro situado en el límite entre los términos de Bétera, Valencia y Moncada. Las lomas se prolongan hasta el mismo casco urbano que ya ha empezado a ocupar la loma de Santa Bárbara.
El barranco de Carraixet penetra por su parte noroeste y atraviesa transversalmente el término para salir por su parte sureste, junto a Alfara del Patriarca.

### Barrios y pedanías
El medio urbano lo constituye el núcleo de Moncada, junto a los siguientes núcleos poblacionales:
- Barrio de los Dolores
- Barrio del Pilar
- Barrio de las Torres
- Barrio Badía
- Barrio San Miguel
- San Isidro de Benagéber
- Masías

### Localidades limítrofes
El término municipal de Moncada limita con las siguientes localidades:
Albalat dels Sorells, Alfara del Patriarca, Bétera, Foyos, Museros, Náquera y Valencia, todas ellas de la provincia de Valencia.

## Historia

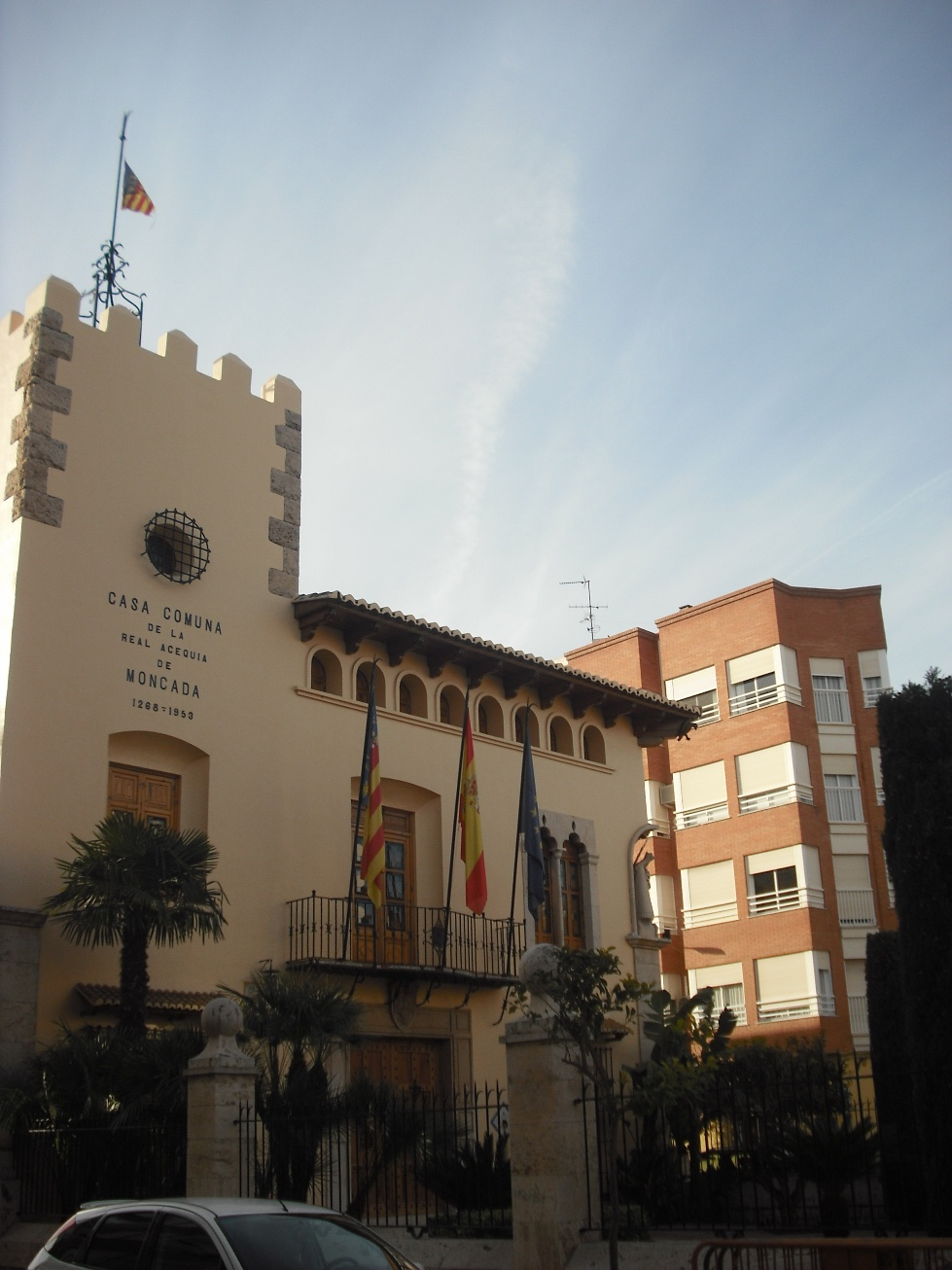
Casa Comuna de la Real Acequia de Moncada.

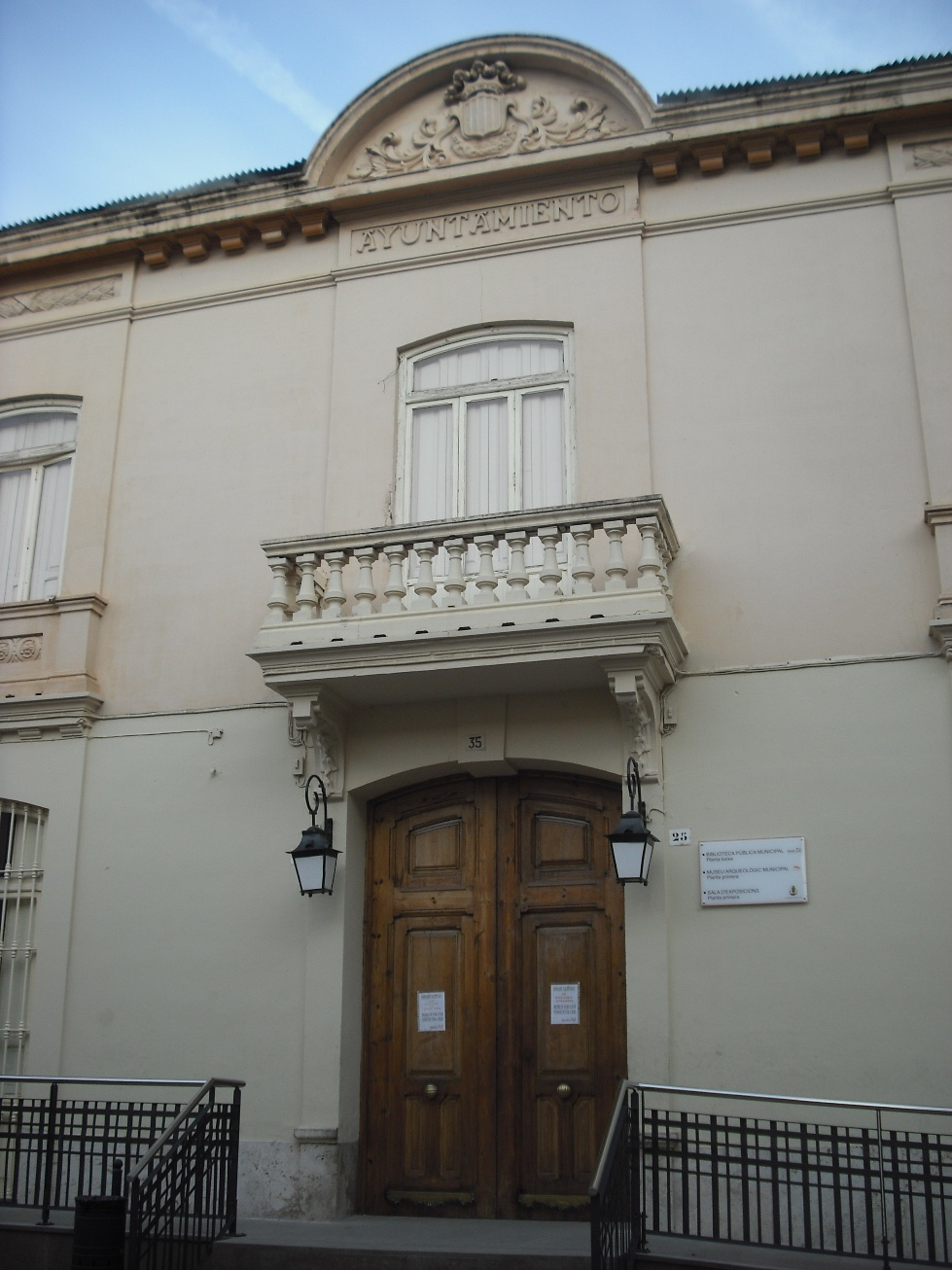
Antiguo edificio del ayuntamiento, que alberga la biblioteca municipal y el museo arqueológico.

El territorio del término municipal de Moncada fue objeto de una intensa ocupación humana a partir de los primeros tiempos de la romanización. Son pocos los datos que se poseen de épocas anteriores. En la zona conocida como el Xop y en unos campos de extracción de arcillas para alfares, aparecieron unos pocos fragmentos de cerámica pertenecientes a vasos hechos a mano y dos puntas de flecha. También de tiempos anteriores a la romanización es el poblado ibérico de Tos Pelat, del que quedaban partes de su recinto amurallado y se veían tramos de las paredes de las habitaciones, y donde desde hace muchísimo tiempo se vienen recogiendo fragmentos de vasijas ibéricas con decoración geométrica pintada y hasta piezas completas. Se conoce la existencia de dos grandes villas rústicas de época romana, una en la partida del Pou o del Pousaig y la otra en la partida del Bordellet. Por las características de los materiales recogidos, ambas villas debieron florecer durante el siglo II y comienzos del siglo III de nuestra era.
El origen de la población es atribuido al período ibérico o romano, dados los materiales arqueológicos encontrados en su término. El rey Jaime I en el año 1239 hizo concesión a los repobladores catalanes de las tierras de Valencia conquistadas, de todas las aguas y acequias mayores, medianas y menores, pero literal y expresamente se reservó la acequia que se denominaba Real, aquella que iba hasta Puzol, más conocida como Acequia Real de Moncada que riega la mayor parte de la orilla izquierda del río Turia, desde Paterna hasta Puzol.Se extendieron los límites del riego a los veintiún pueblos y trece pedanías que conforman la superficie regable de la Acequia Real de Moncada, concretamente las poblaciones de Cuart de Poblet, Paterna, Burjasot, Godella, Rocafort, Moncada, Alfara del Patriarca, Vinalesa, Bonrepós y Mirambell, Almácera, Foyos, Meliana, Albalat dels Sorells, Museros, Albuixech, Masalfasar, Masamagrell, Puebla de Farnáls, Rafelbuñol, El Puig y Puzol, y las pedanías de Benimámet, Beniferri, Masarrochos, Benifaraig, Carpesa, Borbotó, Casas de Bárcena, Mahuella, Tauladella, Rafalell y Vistabella.
La primera documentación escrita procede, no obstante, de la época de la Reconquista. Algunos años después, Moncada retornó a la corona y fue cambiada a la Orden del Temple por la alquería de Ruzafa en (1246) (al poseer mayor valor estratégico por guardar el flanco meridional de la capital del Reino). En 1248 el comendador de los templarios le otorgó Carta de Población y casi al mismo tiempo se creó el bailío de Moncada, uno de los más ricos de la Orden del Temple, como después de la Orden de Montesa, a la que pasó tras ser suprimida a comienzos del siglo XIV.
Durante la guerra de Sucesión, en 1706, Moncada, partidaria del Archiduque Carlos, fue ocupada por el ejército borbónico. Tal ocupación duró corto tiempo pues Basset, general austracista, obligó a levantar sus reales al ejército borbónico.
Al término de la Guerra Civil, la ciudad sufrió una gran destrucción durante el conflicto y Salvador Rodrigo Rosalén quedó al frente de la alcaldía.

### Necrópolis islámica de Moncada
En 1996 al realizar las excavaciones para la cimentación de una vivienda en la calle Barreres se observaron siete enterramientos humanos que apuntaban un origen islámico; fueron datados entre los siglos XI y XIII. Ubicada arqueológicamente la localización de la necrópolis islámica, el hallazgo posterior en el año 2006 de unos silos y los restos de dos viviendas en El Ravalet, datados en la época almohade (siglo XII), permitió la constatación arqueológica del origen islámico o anterior de la ciudad.
Entre los meses de noviembre de 2006 y enero de 2007 en la calle San Roque, a consecuencia del derribo de una vivienda, se encontraron de 25 a 30 cuerpos de jóvenes en buen estado y unos cuantos bebés en casi buen estado, datados en torno al siglo XII, algunos mostraban grandes heridas en el cráneo, los cuales estaban destrozados por impactos. Se presume que los cuerpos encontrados profesaban la religión musulmana por el modo en que yacían enterrados.
A principios del año 2006 se hallaron vestigios de la ocupación musulmana, en lo que algunos expertos han denominado "la alquería de Moncada" junto al Palacio de los Condes de Rótova, sede actual del Ayuntamiento de Moncada. Dicho hallazgo corresponde a un primer nivel. En el segundo nivel se hallaron viviendas datadas en el siglo XVI.

## Demografía
Moncada cuenta con una población de 21 993 habitantes (INE 2024).
| Gráfica de evolución demográfica de Moncada entre 1842 y 2021                                                       |
| |
| Población de derecho según los censos de población del INE Población de hecho según los censos de población del INE |

## Economía
La economía de Moncada, al igual que el resto de localidades de la comarca valenciana de la Huerta de Valencia, es mayoritariamente agrícola, debido a la situación geográfica que dota a toda la zona de la comarca de una fértil huerta que ha sido, desde hace siglos, la principal fuente de recursos económicos de Moncada. A pesar del predominio del sector primario en el área agrícola, Moncada ha destacado en los últimos 10 años por un importante auge en el sector terciario, producido, principalmente por la gran demanda del sector hostelero derivado de la presencia cercana de la Universidad CEU Cardenal Herrera, cuya afluencia de estudiantes ha servido como estímulo para el modesto sector hostelero de la localidad.

## Comunicaciones

### Acceso
La manera más sencilla de llegar desde la ciudad de Valencia es a través de la carretera CV-308.

### Metro
Moncada cuenta con la línea 1 de Metro Valencia (FGV), donde encontramos las siguientes paradas:
- Moncada-Alfara
- Seminari-CEU
- Masies

### Autobús Interurbano.
Antiguamente encontrábamos la línea 120 Valencia - Moncada, del servicio MetroBús que explotaba la empresa Autocares Herca SL y la línea 104 explotada por AVSA, que unía Moncada con Alfara, Vinalesa y Meliana. Actualmente encontramos el servicio de la línea 26 de la Empresa Municipal de Transportes de Valencia, que realiza un servicio interurbano que une todas las pedanías norte de la ciudad (Poble Nou, Borbotó, Benifaraig y Carpesa) con las localidades de Moncada y Alfara del Patriarca.

### Autobús Urbano.
Asimismo, dispone de un servicio de autobús urbano que comunica el casco histórico con los núcleos de Masies y San Isidro de Benagéber. Es explotado por el mismo Ayuntamiento de Moncada.
Los autobuses que han realizado el servicio son los siguientes:
| MODELO                                      | OBSERVACIONES                            |
| ------------------------------------------- | ---------------------------------------- |
| Pegaso 5317 Unicar U90                      | Baja 2005.                               |
| Volvo B10M Hispano Carrocera VOV.           | Baja 2008.                               |
| MAN 13.220 HOCL Castrosua CS40              | Baja 2015.                               |
| Iveco Bus Daily Line Ferqui Sunset XL       | Alquilada a Autocares Torres. Baja 2016. |
| Mercedes Benz 413GNC CityBird Ferqui Radius |                                          |

## Administración y política
| Periodo   | Nombre                                                                    | Partido      |
| --------- | ------------------------------------------------------------------------- | ------------ |
| 1979-1983 | Leonardo Margareto Layunta                                                | PSPV-PSOE    |
| 1983-1987 | Leonardo Margareto Layunta                                                | PSPV-PSOE    |
| 1987-1991 | Leonardo Margareto Layunta                                                | PSPV-PSOE    |
| 1991-1995 | Leonardo Margareto Layunta                                                | PSPV-PSOE    |
| 1995-1999 | Leonardo Margareto Layunta                                                | PSPV-PSOE    |
| 1999-2003 | Juan José Medina Esteban (1999-2002) Concepció Andrés Sanchis (2002-2003) | PP PSPV-PSOE |
| 2003-2007 | Concepció Andrés Sanchis                                                  | PSPV-PSOE    |
| 2007-2011 | Juan José Medina Esteban                                                  | PP           |
| 2011-2015 | Juan José Medina Esteban                                                  | PP           |
| 2015-2019 | Amparo Orts Albiach                                                       | PSPV-PSOE    |
| 2019-2023 | Amparo Orts Albiach                                                       | PSPV-PSOE    |
| 2023-act. | Amparo Orts Albiach                                                       | PSPV-PSOE    |

## Patrimonio

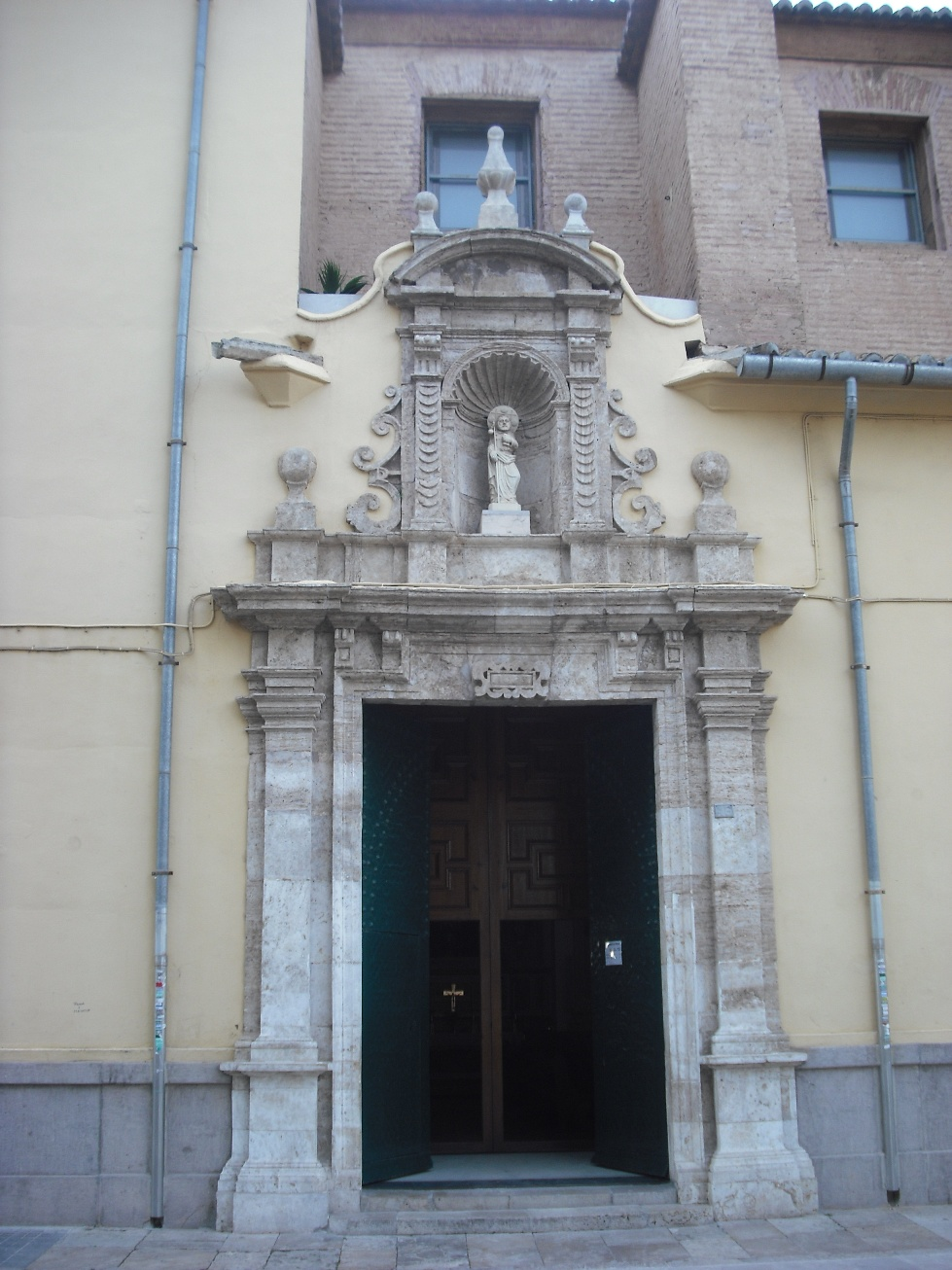
Puerta de la iglesia de San Jaime.

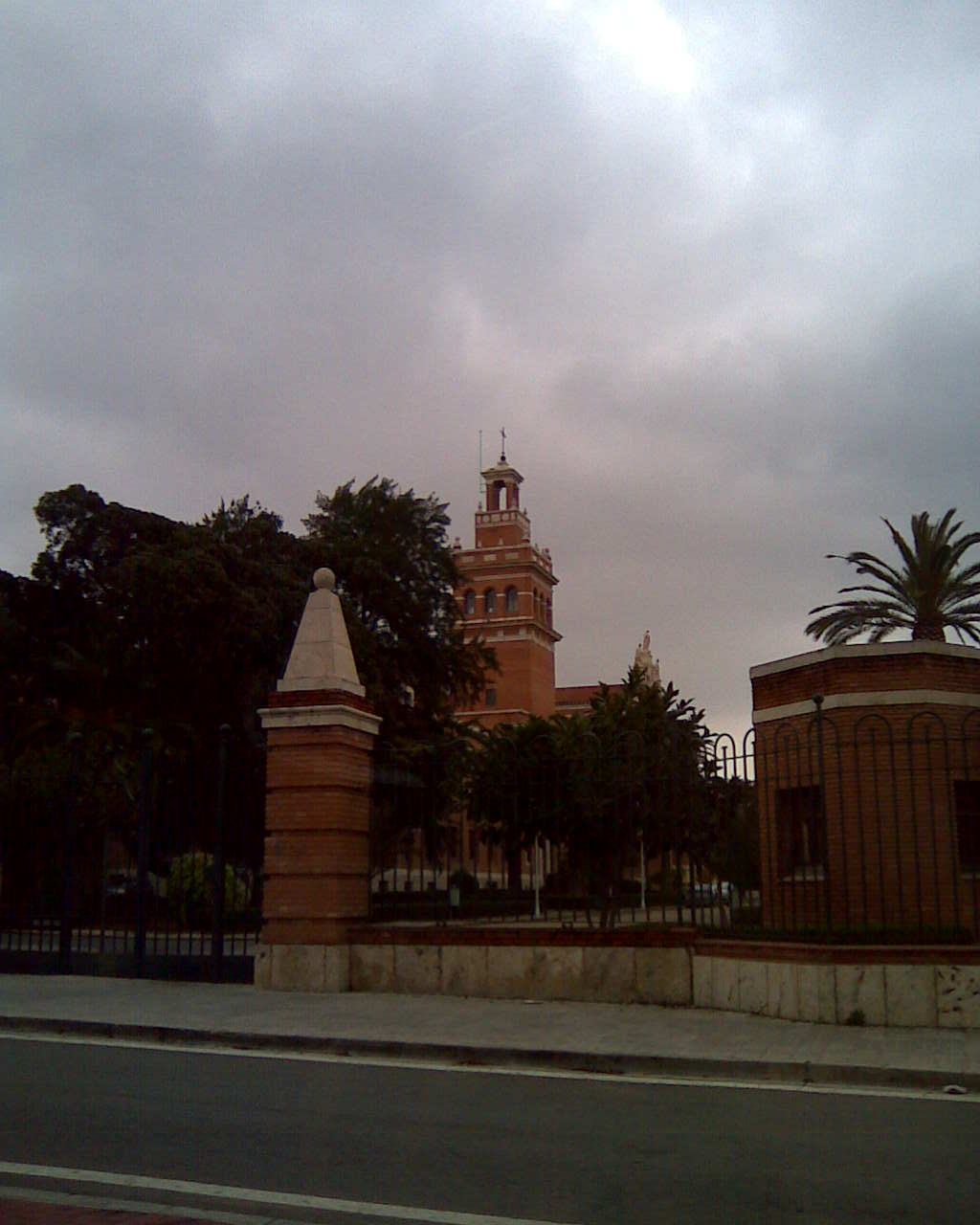
Seminario Metropolitano de Valencia, sede de la Universidad CEU Cardenal Herrera

- Iglesia de San Jaime. Templo consagrado en 1696. Es de planta rectangular y su decoración interior ha sufrido numerosas reformas, según los estilos y gustos predominantes en cada etapa histórica.
- Ermita de Santa Bárbara. Construida en los primeros años del siglo XVIII, la cual está dedicada a su patrona Santa Bárbara, se asienta sobre otra ermita anterior de proporciones más reducidas dedicada a San Ponce.
- Mercat Vell. Situado en la plaza del Maestro Palau en sus cuatro puntos cardinales, fue construido en el año 1908. Su cubierta está formada por planchas de zinc encima de una armadura de hierro y sostenida por columnas del mismo metal. En este mercado los lunes se vendía toda clase de animales y productos alimenticios abasteciendo a una veintena de pueblos de su entorno, actividades agrarias derivadas del cultivo de la tierra y de la ganadería ya practicadas desde el siglo XVIII, que junto con otras ocupaciones (pedreras, producción de ladrillos, harina...) han supuesto una importante contribución para la riqueza agrícola del territorio.
- Ayuntamiento. Hasta 1997 el Ayuntamiento estaba emplazado en lo que era la Casa Consistorial, reedificada en 1911, luego se trasladó al restaurado Palacio de los Condes de Rótova. Dicho palacio, ubicado en el núcleo antiguo de Moncada, en la zona del Ravalet, fue adquirido por el Ayuntamiento de Moncada para uso público. El edificio data de finales del siglo XVIII, de arquitectura barroca en la fase inicial, con posteriores intervenciones que acabó derivando en estilo neoclásico. Este palacio se encontraba en estado ruinoso después de haber tenido diversos usos en diferentes épocas, desde servir como residencia de verano de los Condes de Rótova, hasta ser utilizado como sanatorio psiquiátrico privado en los años de la posguerra. En tiempos de guerras carlinas, este edificio jugó un papel importante, dada la ubicación en la entrada de la localidad. Hacia los 70 albergó una comunidad de frailes combonianos, después quedó absolutamente abandonado. Fue decisión del Ayuntamiento adquirir el inmueble, como una fórmula para frenar su deterioramiento.
- Seminario Metropolitano de Valencia. Situado entre la ciudad y el barranco de Carraixet. En dichas instalaciones, como edificio de la Iglesia Católica, se siguen formando y residiendo los jóvenes que se preparan al sacerdocio en la diócesis de Valencia. Dos de sus tres pabellones, en la actualidad están cedidos a la fundación CEU, que tiene dispuestas en el complejo las instalaciones de la universidad privada Cardenal Herrera (UCH-CEU) que también abarcan a la vecina población de Alfara del Patriarca, así como las instalaciones del colegio privado San Pablo, perteneciente a la misma fundación, por lo que ambas poblaciones reciben una importante afluencia de estudiantes que con su presencia influyen en la proliferación librerías especializadas, así como en la potenciación de un mercado inmobiliario ligado a la universidad.
- Casa Comuna. Singular edificio a imitación de una antigua alquería valenciana; es la sede de la comunidad de la Acequia Real de Moncada.
- Edificio Antiguo Ayuntamiento: actualmente alberga la Biblioteca y el Museo Arqueológico
- Casa Estudio Escultor Ponsoda: ubicada en la zona del Ravalet
- Convento de las Hermanas Franciscanas: sito en la calle Isabel la Católica
- Antigua Fábrica de la Seda de Garín

## Museos
La historia del Museo es reciente, fue inaugurado en el año 1999, como colección museográfica acogiéndose a Ley de Patrimonio Cultural Valenciano aprobada en 1998. En el año 2011 fue reconocido como museo de la Comunidad Valenciana.
Se encuentra en la calle Mayor, n.º 35, en la primera planta del antiguo ayuntamiento.
Tiene una exposición permanente dividida en varias secciones: Cultura ibérica, época romana, época islámica y época bajo medieval.
Los fondos proceden, en una mínima parte, del antiguo museo etnográfico ya desaparecido, así como de donaciones particulares y mayoritariamente de las excavaciones arqueológicas llevadas a cabo por el propio museo.
Además de la colección permanente, el museo ofrece otros servicios:
- Asesoramiento técnico en desarrollo urbanístico, teniendo en cuenta en el patrimonio cultural.
- Servicio de visitas guiadas, tanto al Museo como a yacimientos de la comarca, por ejemplo, al yacimiento ibérico de El Tos Pelat.

Además de la exposición permanente, el museo cuenta con un despacho de dirección, una sala de reuniones, un pequeño almacén y un laboratorio en el cual se trabaja durante todo el año en inventario de materiales procedentes de las intervenciones que se realizan en el término municipal y en otros lugares.

## Fiestas
- Fiestas patronales: Dan comienzo el último viernes de agosto con la presentación de la Reina de las fiestas y sus Damas de Honor y tienen su fin el día 10 de septiembre con la festividad del patrón San Jaime Apóstol. En ellas se festejan a diferentes santos como San Luis, la Virgen de Agosto, la Inmaculada, la Virgen de los Desamparados, Santa Bárbara y finalmente San Jaime. En estas fiestas patronales de la ciudad, entre otros actos, se celebra la Presentación de las fiestas, Ludotecas de verano, Ferias Artesanales y Típica Valenciana, Cena Popular, Calderas, Cabalgata, Macrodiscomobiles, Conciertos, Misas, Procesiones.
- Santa Bárbara : Tiene lugar el día 4 de diciembre, en el cual la ciudad de Moncada festeja a su patrona Santa Bárbara. Ese día, en los alrededores de la ermita dedicada a ella se monta la tradicional "feria del porrat", en la cual se pueden comprar los productos típicos como anous, turrones, porrat; también se realiza la romería hacia la ermita con la imagen de Santa Bárbara donde participan las Falleras Mayores de la ciudad junto con la Reina de las fiestas y sus Damas de Honor. En la ermita se celebra una misa en su honor. Es típico besar la reliquia de la santa que consiste en un trozo de falange de un dedo de la mártir. La noche anterior, los clavarios celebran una hoguera en su honor.
- Semana Santa de Moncada: Durante la celebración de la Semana Santa, Moncada realiza diversas representaciones religiosas en torno al misterio de la Pasión, declaradas de Interés Turístico Nacional desde 1967.
- Reyes Magos: La cabalgata tiene lugar el día 5 de enero, como de costumbre. Sus majestades los Reyes inician su recorrido en grandes carrozas desde la plaza del Sol y culmina en el antiguo Ayuntamiento donde junto al Alcalde se dirigen a la iglesia San Jaime Apóstol para ofrecer al Niño Jesús los diversos regalos. En esta multitudinaria cabalgata participan diversos colaboradores como los Clavarios de San Vicente Ferrer, la Asociación de Comerciantes Servicios y Hostelería de Moncada, la Junta Local Fallera de Moncada, Reina y Damas de las fiestas, el Centro Artístico Musical, la Unión Musical de Moncada y la Asociación de Tamborileros Hellin-Moncada.
- Fallas: Se celebran del 15 al 19 de marzo. Moncada cuenta con diversas comisiones falleras dirigidas por la Junta Local Fallera, la cual organiza y coordina los siguientes actos:

Exaltación de las Falleras Mayores, Crida, Cabalgata del Ninot, Entrega de premios, Ofrendas florales y la Cremá
En 1973 se fundó la primera falla de Moncada, la Tauleta, (pero hay que hacer constar que en 1932 se creó la primera falla de Moncada, plantada durante cuatro años donde hoy se levanta la Casa Comuna de la Acequia Real de Moncada, que al irrumpir la Guerra Civil cejó en los festejos, impidiendo la organización de comisión estable hasta la creación de "la Tauleta"). Con el progresivo crecimiento del pueblo también han crecido las comisiones, hasta llegar a las ocho que existen en la actualidad:
- Falla La Tauleta (1973)
- Falla Del Poble (1982)
- Falla El Mercat (1982)
- Falla Badia (1985)
- Falla Tos pelat (1987)
- Falla Amics de masies (1994)
- Falla El Palmar (1996)
- Falla Les Eres (1997)
- Falla "La Nova" (2024)
- Falla "L'Avinguda" (2024)